# Marcelo Toth
Marcelo Toth (Buenos Aires, Argentina, 5 de febrero de 1973) es un guitarrista de sesión de rock y tango argentino.

## Biografía
Comenzó estudiando guitarra clásica a la edad de once años. Estudio durante sus primeros nueve años con diversos profesores y explorando distintos géneros como música clásica y rock. Cuando tenía veintiún años empezó a incursionar en el jazz con Ariel Goldenberg y luego en la Escuela de Música Popular de Avellaneda, en Buenos Aires; donde terminó sus estudios de perfeccionamiento de sus conocimientos de armonía y composición. Participó en diversos grupos como Las consecuencias de Augusto, La Sonora de Bruno Alberto y colaboró con artistas como Derek López, Pablo Tamagnini y Los Nocheros, entre otros.
Su primer álbum en solitario se tituló bajo el nombre de Viajando, un disco instrumental, cuya producción fue grabado de forma independiente. La banda que acompañó a Toth, estuvo integrada por Juan Pablo Maicas (bajo), Ezequiel Díaz (batería). 
Esta placa contiene títulos como «Tema para Jimi» (en referencia a Jimi Hendrix) y «El sentido de la vida». En el año 2008 es convocado para integrar Narcotango, grupo de tango electrónico, con la que edita en el año 2010, el álbum Limanueva, su tercer disco de estudio. La placa fue nominada como Mejor álbum de Tango a los premios Latin Grammy Award, compitiendo con grandes exponentes del género. El disco fue utilizado para el film Wygrany del director polaco Wiesław Saniewski, donde también se compuso música original para la misma «The winner». 
Narcotango sigue siendo uno de sus principales proyectos, con quien está trabajando para su nueva producción discográfica Cuenco, que fue lanzado en abril de 2013. Toth compuso material para su nuevo disco solista titulado Eterno; que salió a fines del año 2013. 
A lo largo de su carrera ha participado como compositor, intérprete y sesionista.

## Discografía
Con Narcotango
- Narcotango:Cuenco (2013)
- Narcotango: Original Music film Wygrany (The winner) – (2011)
- Narcotango:Limanueva – (2011) (Edición polaca)
- Narcotango:Limanueva – (2010)

Colaboraciones
- Manu Pineda: Una celebración del rock Argentino – (2009)
- Manu Pineda: Un viaje nuevo – (2008)
- Manu Pineda: Hablarte de mí – (2005)
- Mística Derek Lopez – (1997)
- Paisajes Invisibles Jorge Pacuale– (1995)

Con bandas
- Volveraverte Barato Roma– (2001)
- Quai Vat – (1994)

Como solista
- Viajando – (2007)
- Eterno - (2014)